# Hypoplectrodes
Hypoplectrodes is een geslacht van straalvinnige vissen uit de familie van zaag- of zeebaarzen (Serranidae).

## Soorten
De volgende soorten zijn bij het geslacht ingedeeld:
- Hypoplectrodes annulatus (Günther, 1859)
- Hypoplectrodes cardinalis (Allen & Randall, 1990)
- Hypoplectrodes huntii (Hector, 1875)
- Hypoplectrodes jamesoni (Ogilby, 1908)
- Hypoplectrodes maccullochi (Whitley, 1929)
- Hypoplectrodes nigroruber (Cuvier & Valenciennes, 1828)
- Hypoplectrodes semicinctum (Cuvier & Valenciennes, 1833)
- Hypoplectrodes wilsoni (Allen & Moyer, 1980)